# Willem Mengelberg
Willem Mengelberg (født 28. marts 1871 i Utrecht, Holland, død 21. marts 1951 i Zuort, Schweiz) var en nederlandsk dirigent og komponist.
Mengelberg studerede klaver og komposition i Köln. I 1895 blev han leder for Concertgebouworkest i Amsterdam. Mengelberg virkede også en periode i USA; fra 1921 til 1930 var han dirigent for New York Philharmonic Orchestra.
Han var en ven af Gustav Mahler.
Under besættelsen af Nederlandene under anden verdenskrig samarbejdede han med tyskerne og gav koncerter for ledende nazister. Efter krigen blev han straffet med arbejdsforbud i seks år.